# Cocalus concolor
Cocalus concolor là một loài nhện trong họ Salticidae.
Loài này thuộc chi Cocalus. Cocalus concolor được Carl Ludwig Koch miêu tả năm 1846.